# Ølstrup
Ølstrup er en by i Vestjylland med 290 indbyggere  (2025), beliggende 6 km vest for Spjald, 15 km vest for Videbæk og 13 km øst for Ringkøbing. Byen hører til Ringkøbing-Skjern Kommune og ligger i Region Midtjylland. Regionen kårede i 2014 Ølstrup til "Årets Landsby".
Ølstrup ligger i Ølstrup Sogn, og Ølstrup Kirke ligger i byen.

## Faciliteter
Ølstrup Friskole er en Grundtvig-Koldsk grundskole med ca. 60 elever, der får undervisning på 0.-7. klassetrin. Friskolen blev oprettet i 1992, da kommuneskolen lukkede. I skolelokalerne var der også sognegård og børnehaven Mariehønen indtil man i 2017 indviede et nyt børnehus (Børnenes Rige) og multihuset Kernen. De to bygninger ligger med udsigt til Vanting Sø og har kostet 18 mio. DKK, hvoraf de 5 er bidrag fra en vindmøllepark med 22 møller.
Byen har også en Dagli'Brugs.

## Historie
Målebordsbladet fra 1800-tallet viser en skole og et fattighus ved Ølstrup Kirke. I starten af 1900-tallet havde Ølstrup et forsamlingshus (opført 1901) og et andelsmejeri. Målebordsbladet fra 1900-tallet benytter navnet Mejeriby.

### Jernbanen
Ølstrup fik station på Ringkøbing-Ørnhøj-Holstebro Jernbane (1911-61). Stationen lå ½ km sydvest for byen på den anden side af Ølstrup Bæk og hed Lervang Station. Som navnet siger, var der her en forekomst af mergel. Det var en stor del af banens godstransport.
Stationsbygningen er bevaret på Flytkær 5. Ved stationen er der en planche om mergelgravningen.